# Clásico Ñublense - Curicó Unido
El Clásico Ñublense - Curicó Unido es un partido del fútbol chileno en donde se enfrentan Ñublense y Curicó Unido. Ñublense juega de local en el Estadio Nelson Oyarzún de Chillán, mientras que Curicó Unido hace lo propio en el Estadio La Granja de Curicó.
Aunque tradicionalmente Curicó Unido ha considerado como clásico rival a Rangers de Talca (con quien disputa el llamado Clásico del Maule) y Ñublense ha tenido una histórica rivalidad con Deportes Linares y con los equipos del Gran Concepción (especialmente Fernández Vial y Deportes Concepción), los enfrentamientos entre éstos han ganado en importancia y son considerados por muchos como un "nuevo clásico" del fútbol chileno, especialmente en la zona centro-sur del país. Este enfrentamiento comparte junto al denominado Clásico del Interior, disputado entre Unión La Calera y San Luis de Quillota, la característica de ser los únicos clásicos del fútbol chileno que se han disputado en las tres categorías principales del fútbol chileno (Primera División, Segunda División (actual Primera B) y Tercera División (actual Tercera División A), sin contar la Segunda Profesional, ya que desde su creación, en 2012, ninguno de los dos equipos han jugado en ella.

## Historia
El enfrentamiento entre Ñublense de Chillán y Curicó Unido es de larga data y a lo largo de los años ha evolucionado hasta convertiste en una enemistad que trasciende la cancha. El primer choque entre estos clubes se dio por la Copa Chile 1974, en donde compartieron el Grupo Zona Sur, y por la novena fecha, jugada el 15 de mayo, Ñublense ganó por un marcador de 5-1 en el Estadio Municipal de Chillán. En la Segunda rueda de la fase zonal se encontraron en el estadio curicano, y el triunfo fue nuevamente para el cuadro chillanejo, esta vez por 2-0, el día 21 de julio de aquel año. Luego, por el campeonato nacional de Segunda División 1974, volvieron a compartir grupo, la Zona Sur, y nuevamente jugaron un par de encuentros oficiales, el primero en el estadio de Chillán, fue victoria de los locales por 2 a 0, mientras que por la última fecha del torneo Curicó Unido obtuvo su primer triunfo ante los chillanejos, por el mismo marcador de 2-0, en el Estadio La Granja.
El enfrentamiento continuaría dándose con regularidad hasta 1977, cuando Ñublense asciende por primera vez en su historia a la Primera División del fútbol chileno, luego de haberse consagrado campeón del campeonato de Segunda División en 1976, travesía que duró tres temporadas, hasta su retorno a la segunda categoría. En esos años, los rojos fluctuaban entre la Primera y Segunda División, mientras que los curicanos cayeron a Tercera División, permaneciendo allí entre 1981 y 1983. En la Segunda División 1983, ambos equipos quedaron en la Liguilla Descenso, junto a San Antonio Unido y Provincial Osorno, a jugarse íntegramente en la ciudad de Osorno. Allí, los albirrojos derrotaron por 5 a 0, al entonces llamado Ñuble Unido, y lo mandó a la Tercera División, junto con una severa crisis económica que obligó al cambio de nombre.  
Ñublense retomó su denominación, y posteriormente volvería en 1986 a la Segunda División, descendiendo nuevamente a Tercera en 1991. En tanto, Curicó Unido cayó por segunda vez a la Tercera categoría un año atrás, en 1990. En el torneo oficial de Tercera División 1992, ambas escuadras clasificaron a la Segunda fase, al Grupo Centro-Sur, y obtuvieron los dos primeros lugares de la tabla (Ñublense primero, con 27 puntos, y Curicó segundo, con 25), pasando a la Liguilla Final de 4 equipos que entregaba un cupo a la Segunda División, el cual quedó en manos de los chillanejos, en tanto los curicanos quedaron en tercer lugar. 
El choque entre ambos cuadros se estaba volviendo cada vez más picante, pero todo pasó a un siguiente nivel cuando se definió la Tercera División 2004 y así nació esta intensa enemistad. En la última fecha del Cuadrangular final que entregaba el único ascenso al profesionalismo, Ñublense y Curicó Unido se enfrentaron en un abarrotado Estadio Nelson Oyarzún, con 14.776 personas controladas, y más de 1.500 hinchas curicanos que esperaban poner fin a 14 años consecutivos en el fútbol amateur nacional. A los albirrojos les bastaba el empate para coronarse campeones, y comenzaron ganando con un temprano gol de Rodrigo Sáez a los 7 minutos, pero en el complemento los locales igualaron el marcador con un tanto de José Mardones a los 49', mediante tiro penal. En un ambiente muy tenso, el equipo comandado por Luis Marcoleta consiguió un agónico gol del defensa Wladimir Herrera a los 90+1', y estableció el triunfo definitivo que permitió a los rojos igualar en puntaje a sus rivales y forzar la definición a un partido de desempate, dos días más tarde, en la ciudad de Linares.En el encuentro decisivo, jugado el 28 de diciembre, en el Estadio Municipal de Linares ante unos 6.500 espectadores, repartidos en aproximadamente 3 mil hinchas de cada club, y catalogado de alto riesgo y con un fuerte contingente policial, algo inusual para un partido del fútbol amateur, los "Diablos rojos" se impusieron por 2-0, con los goles de Marco Antonio Plaza a los 27 minutos del primer tiempo y Ricardo Parada a los 91', además de un penal atajado por el portero ñublesino Germán Irarrázabal al mediocampista curicano Rodrigo "Mágico" Cáceres (elegido como "Mejor Futbolista Amateur" de la temporada por el Círculo de Periodistas Deportivos de Chile), consiguiendo el título y el regreso a la Primera B, desde su descenso en el año 2000, lo que marcó el inicio de una rivalidad entre ambos clubes y sus hinchadas, que provocaron serios incidentes al término del partido.
Al año siguiente, los torteros lograron su revancha al conseguir el campeonato de la Tercera División 2005 y el ascenso a la Primera B 2006, en donde se toparon varias veces con su símil chillanejo, consolidando así la competencia entre ambos equipos en categorías profesionales. Por la Primera fase de aquel torneo, jugaron en La Granja el 14 de mayo, ante 5.904 espectadores, en un empate sin goles, y en Chillán, con 9.012 personas en las gradas, los albirrojos vencieron por la cuenta mínima, con golazo de tiro libre anotado por Carlos Espinosa. Por la Liguilla de Ascenso volvieron a enfrentarse en dos partidos, primero en una lluviosa tarde el 6 de agosto, Ñublense se llevó la victoria como visitante por 2 a 0, mientras que por la Segunda rueda, en el Nelson Oyarzún, con 10.784 personas, el resultado fue un 0-0. El cuadro rojo obtuvo el segundo lugar de la tabla y consiguió un boleto para la Primera División de la temporada siguiente, mientras que Curicó finalizó sexto, a un punto de jugar la Liguilla de Promoción.

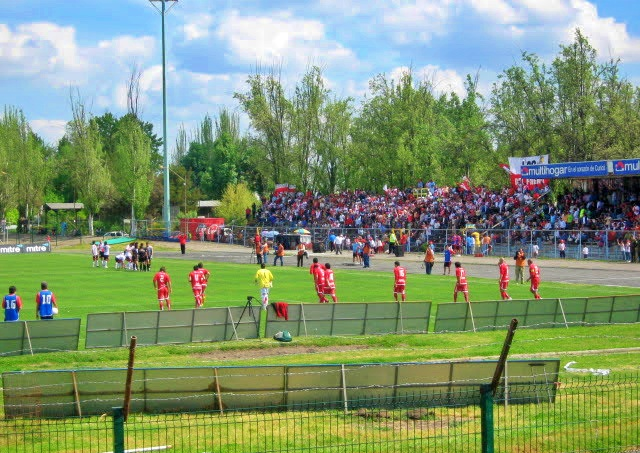
Los jugadores de ambos equipos se forman antes del inicio del partido, válido por el Torneo de Clausura 2009, jugado en el estadio curicano.

Luego de una gran campaña, Curicó Unido salió campeón de la Primera B 2008, y logró un histórico ascenso a la Primera División, de la mano de Luis Marcoleta, el mismo que ganó la definición del 2004 con Ñublense, justamente ante los curicanos, por lo que al año siguiente se enfrentaron por primera vez en la historia en la división de honor. Por el Torneo Apertura 2009, el 26 de abril empataron a un gol, en Chillán, con tantos del paraguayo Rodrigo Cantero para Ñublense y del uruguayo Alberto Ortega para la visitaLuego, por el Torneo de Clausura, en Curicó, la victoria fue para los locales con un contundente 3 a 0, con anotaciones del argentino Sergio Valenti y un doblete de César Díaz, el tercero de tiro penal. Debido al descenso del "Curi" a final de temporada, no se volvieron a topar por Primera en mucho tiempo.
Posteriormente, se dieron un par de triunfos para Curicó con grandes goleadas en condición de local, primero fue un categórico 5-2 por la Copa Chile 2014-15, en una lluviosa tarde de 21 de mayo de 2014,y el 6 de marzo de 2016, por la octava fecha de la Segunda rueda del torneo de Primera B 2015-16, el resultado fue de 6 a 0, con goles de Pablo Vranjicán y Yashir Islame que hicieron un doblete cada uno, además de los tantos de Alfredo Ábalos y Camilo Ponce, quienes dieron forma al partido con mayor diferencia de tantos en el clásico
Tres años más tarde se enfrentaron nuevamente en una fase eliminatoria, esta vez por la Fase 2 de la Copa Chile 2019, en duelos de ida y vuelta. Curicó Unido venció en el primer partido, jugado en Chillán por la cuenta mínima, con gol de Gonzalo Bustamante,mientras que la vuelta fue para Ñublense por 2-1, con dos tantos de Sebastian Pérez para los rojos, que revirtieron el tanto inicial de Mario Parra favorable para los curicanos. Todo se definió desde lanzamientos penales, en donde se impusieron los chillanejos por 4-2.
En 2022 se dio un nuevo hito en la historia de este antagónico partido, esta vez por nada más y nada menos que un cupo directo a la Fase de grupos de la Copa Libertadores 2023.Ambas instituciones estaban haciendo un gran campeonato en la Primera División del presente año, peleando palmo a palmo el segundo lugar de la tabla, que entregaba el pasaje directo a los grupos de la competencia continental, mientras que el tercer colocado disputaría la Fase 2. Los dos clubes ya estaban clasificados, por primera vez, al máximo certamen sudamericano pero el destino quiso que dirimieran en cancha la instancia en la que partirían jugando la copa. La cita se dio el 31 de octubre, en el Estadio La Granja de Curicó, por la Fecha 29 del campeonato chileno. Un total de 7.256 hinchas locales repletaron el recinto para presenciar el encuentro, en donde los albirrojos se adelantaron con un ajustado gol de Mario Sandoval, a los 8 minutos. Pero cuando todo era alegría para los albirrojos, Alexander Aravena igualó las cosas para los rojos en el 34', y Nicolás Guerra sentenció la remontada a los 60 minutos, y dando un paso importante para el objetivo, ya que quedaron a 3 puntos sobre los "Torteros", a falta de una fecha.Un empate para cada equipo en la última jornada, ante Colo-Colo en el caso de los ñublesinos, y Coquimbo Unido en el de los curicanos, le aseguró la clasificación a Ñublense como Chile 2 y a Curicó a la fase previa.
Al año siguiente, en la histórica temporada para ambos equipos, se disputó el primer clásico del año, por la Primera División 2023, el 17 de marzo, por la facha 9, en el Estadio Municipal Alcaldesa Ester Roa Rebolledo de Concepción, donde Ñublense hizo de local, resultando vencedor el "Curi" por 2-1.En la segunda mitad del campeonato, bregaron en el estadio de Curicó, el 23 de septiembre, por la Fecha 24, y el éxito quedó en las huestes chillanejas con un claro 3-0, ante un equipo curicano que estaba colista, y terminó descendiendo de categoría al final de la temporada

## Estadísticas
Para confeccionar esta tabla se toman en cuenta todos los partidos oficiales reconocidos por la ACF y la ANFP. Cuando un partido es definido por penales, se otorga el resultado saliente de los 90 minutos de juego (o 120 minutos si hubo prórroga), más allá del ganador final, y no se agregan a la tabla de goles los tantos convertidos en la definición.
| Torneo                          | PJ | ÑUB | PE | CUR | Goles ÑUB | Goles CUR |
| ------------------------------- | -- | --- | -- | --- | --------- | --------- |
| Primera División                | 8  | 4   | 2  | 2   | 12        | 8         |
| Primera B / Segunda División    | 33 | 12  | 9  | 12  | 39        | 45        |
| Tercera División                | 14 | 5   | 7  | 2   | 20        | 13        |
| Copa Chile (Polla Gol, DIGEDER) | 10 | 6   | 0  | 4   | 19        | 14        |
| Total                           | 65 | 27  | 18 | 20  | 90        | 81        |

- Los partidos jugados en Primera B y Segunda División son la misma categoría, no confundir con la actual Segunda División Profesional, que equivale a la tercera categoría.
- Los partidos jugados en Tercera División eran partidos de categoría amateur.
- Los partidos de Copa Polla Gol y Copa DIGEDER equivalen a partidos de Copa Chile.

## Últimos 10 partidos oficiales
| Fecha      | Torneo                | Estadio                                                     | Local        | Visitante    | Resultado    | Asistencia |
| ---------- | --------------------- | ----------------------------------------------------------- | ------------ | ------------ | ------------ | ---------- |
| 09/06/2019 | Copa Chile 2019       | Estadio Nelson Oyarzún, Chillán                             | Ñublense     | Curicó Unido | 0-1          | 4.071      |
| 12/6/2019  | Copa Chile 2019       | Estadio La Granja, Curicó                                   | Curicó Unido | Ñublense     | 1-2 (2-4 p.) | 2.200      |
| 22/05/2021 | Primera División 2021 | Estadio Nelson Oyarzún, Chillán                             | Ñublense     | Curicó Unido | 2-0          | 0          |
| 11/10/2021 | Primera División 2021 | Estadio La Granja, Curicó                                   | Curicó Unido | Ñublense     | 0-0          | 4.687      |
| 22/05/2022 | Primera División 2022 | Estadio Nelson Oyarzún, Chillán                             | Ñublense     | Curicó Unido | 3-1          | 6.623      |
| 31/10/2022 | Primera División 2022 | Estadio La Granja, Curicó                                   | Curicó Unido | Ñublense     | 1-2          | 7.256      |
| 17/05/2023 | Primera División 2023 | Estadio Municipal Alcaldesa Ester Roa Rebolledo, Concepción | Ñublense     | Curicó Unido | 1-2          | 2.404      |
| 23/09/2023 | Primera División 2023 | Estadio La Granja, Curicó                                   | Curicó Unido | Ñublense     | 0-3          | 4.000      |
| 26/01/2025 | Copa Chile 2025       | Estadio Nelson Oyarzún, Chillán                             | Ñublense     | Curicó Unido | 3-2          | 4.882      |
| 10/05/2025 | Copa Chile 2025       | Estadio Municipal Joaquín Muñoz García, Santa Cruz          | Curicó Unido | Ñublense     | 2-1          | 591        |